# Saison 2 de Supergirl
Chronologie
Saison 1 Saison 3
La deuxième saison de Supergirl, série télévisée américaine, est composée de vingt-deux épisodes diffusés du 10 octobre 2016 au 22 mai 2017 sur The CW, aux États-Unis.

## Synopsis
Après le départ de Cat Grant, Kara Danvers concilie son nouveau travail de reporter à CatCo avec son travail au DEO et fait la rencontre de Mon-El, un kryptonien trouvé en stase dans un vaisseau, ainsi que de Lena Luthor, la sœur de Lex, qui deviendra par la suite sa meilleure amie. Supergirl se trouvera vite confrontée à la dangereuse organisation Cadmus, dirigée par Lilian Luthor, la mère de Lena.
La jeune kryptonienne aidera Mon-El à s'acclimater à la vie terrienne et à contrôler ses pouvoirs, et les deux jeunes finiront par tomber amoureux. Après l'arrivée de la famille royale de Daxam, la planète jumelle de Krypton, Kara découvrira que son petit ami lui a menti, qu'il est le prince de Daxam et sera confrontée par sa mère, la reine Rhea...

## Distribution

### Acteurs principaux
- Melissa Benoist (VF : Zina Khakhoulia) : Kara Danvers / Supergirl
- Mehcad Brooks (VF : Jérôme Rebbot) : James « Jimmy » Olsen / Guardian
- Chyler Leigh (VF : Véronique Desmadryl) : Alexandra « Alex » Danvers
- Jeremy Jordan (VF : Rémi Caillebot) : Winslow « Winn » Schott
- Chris Wood (VF : Julien Allouf) : Mon-El / Mike Mathews[1]
- Floriana Lima (VF : Olivia Luccioni) : Maggie Sawyer[2] (à partir de l'épisode 3)
- David Harewood (VF : Paul Borne) : Hank Henshaw / J'onn J'onzz / Cyborg Superman

### Acteurs récurrents
- Brenda Strong (VF : Françoise Cadol) : Lillian Luthor (11 épisodes)
- Katie McGrath (VF : Adeline Moreau) : Lena Luthor[3] (12 épisodes)
- Sharon Leal (VF : Annie Milon) : M'gann M'orzz (6 épisodes)
- Ian Gomez (VF : Mathieu Buscatto) : Snapper Carr[4] (8 épisodes)
- Teri Hatcher (VF : Claire Guyot) : Rhea (7 épisodes)
- Tamzin Merchant (VF : Nastassja Girard) : Lyra Strayd (4 épisodes)
- Tyler Hoechlin (VF : Thibaut Lacour) : Clark Kent / Superman[5] (4 épisodes)
- Dean Cain (VF : Emmanuel Curtil) : Jeremiah Danvers (3 épisodes)
- Helen Slater (VF : Isabelle Gardien) : Eliza Danvers (2 épisodes)
- Calista Flockhart (VF : Natacha Muller) : Catherine « Cat » Grant[6] (4 épisodes)

### Invités
- Frederick Schmidt (VF : Benjamin Egner) : John Corben / Metallo[7] (épisodes 1, 2, 12)
- Andrea Brooks (VF : Anne-Laure Gruet) : Eve Tessmacher (épisodes 1, 5, 11, 12, 20)
- Lynda Carter (VF : Martine Irzenski) : Présidente Olivia Marsdin[8] (épisode 3, 17, 21)
- Dichen Lachman (VF : Sybille Tureau) : Veronica Sinclair / Roulette[9] (épisodes 4 et 9)
- John DeSantis : Draaga (épisode 4)
- Laura Benanti (VF : Marie-Eve Dufresne) : Alura Zor-El (épisode 4)
- William Mapother (VF : Bertrand Liebert) : Docteur Rudy Jones / Parasite (épisode 6)
- Jason Gray-Stanford (VF : Alexis Victor) : Rand O'Reilly (épisode 6)
- Victor Zinck Jr. (VF : Olivier Chauvel) : Phillip Karnowsky / Barrage (épisode 7)
- Peter Gadiot : Mr Mxyztplk[10] (épisode 13)
- Darren Criss (VF : Rémi Bichet) : Music Meister (épisode 16)
- Rahul Kohli (VF : Tanguy Goasdoué) : Jack Spheer (épisode 18)
- David Hoflin (VF : Sébastien Desjours) : Rick Malverne (épisode 19)
- Gregg Henry (VF : Gabriel Le Doze) : Peter Thomson (épisode 19)
- Mark Gibbon : Zod (épisode 22)

### Invités des séries du même univers
- Grant Gustin (VF : Alexandre Gillet) : Barry Allen / Flash (épisode 8)
- Carlos Valdes (VF : Antoine Schoumsky) : Cisco Ramon / Vibe (épisode 8)

## Diffusions
- Aux États-Unis, la saison a été diffusée du 10 octobre 2016 au 22 mai 2017 sur le réseau The CW.
- Au Canada, la saison est diffusée en simultanée sur Showcase[11].
- Un épisode musical cross-over a eu lieu le 21 mars 2017 dans The Flash[12].
- En France, la saison a été diffusée du 1er novembre 2017 au 27 décembre 2017 sur SerieClub[13] puis à partir du 3 mars 2018 sur CStar.

## Liste des épisodes

### Épisode 1:Le Monde à ses pieds
- États-Unis /  Canada : 10 octobre 2016 sur The CW[14] / Showcase[15]
- Québec : 29 août 2017 sur MusiquePlus[16]
- France :
  - 1er novembre 2017 sur Serieclub
  - 3 mars 2018 sur CStar

- États-Unis : 3,06 millions de téléspectateurs[17] (première diffusion)

- Calista Flockhart (Cat Grant)
- Andrea Brooks (Eve Tessmacher)
- Tyler Hoechlin (Clark Kent / Superman)
- Katie McGrath (Lena Luthor)
- Frederick Schmidt (John Corben)
- Brenda Strong (Lillian Luthor, scientifique de Cadmus)

Supergirl et Martian Manhunter découvrent un kryptonien à bord de la capsule qui s'est écrasée à National City. Quelques jours plus tard, Hank invite Kara dans les nouveaux locaux du DEO situés dans un immeuble en centre ville. Les renseignements sont difficiles à obtenir sur l'individu mais les recherches continuent. Alors que Kara et Jimmy sont sur le point de prendre leur premier déjeuner en tête à tête, la navette Venture qui vient de décoller a des ennuis techniques et l'un de ses réacteurs prend feu. Au même moment, le journaliste Clark Kent entend la nouvelle à Métropolis et c'est son alter égo, Superman, qui s'envole pour aider les pilotes. Supergirl entre-temps a pris les devants pour la mission de sauvetage. Les deux super héros réussissent à poser l'engin sur terre sans encombre. Supergirl et lui rejoignent le DEO. Ils reçoivent un accueil chaleureux du personnel sauf de la part de Hank qui reste stoïque. Winn, qui a dorénavant une accréditation du DEO, fait part des informations qu'il a sur l'accident et informe nos héros que l'appareil a été construit par LuthorCorp.
Ils se rendent donc sous leurs identités civiles respectives à l'entreprise, qui est dorénavant dirigée par Lena Luthor, la sœur de Lex. Elle entend redorer l'image de la compagnie et donne toutes les informations qu'elle a sur la conception de l'appareil.Il apparaît qu'un troisième passager devait embarquer sur la navette mais qu'un imprévu l'en avait empêcher : Lena Luthor. La cible était donc Lena et non pas la navette. Le DEO informe Hank qu'un tueur, John Corben, a volé des drones de guerre puissants. Supergirl et son cousin interviennent pour sauver la vie de Lena alors qu'elle doit prendre un hélicoptère. Ils détruisent sans peine les engins. Alex découvre la raison pour laquelle Hank n'est pas réjoui de l'arrivée de Superman à National City en dévoilant un fichier secret du DEO, l'opération émeraude : Hank et Superman avaient découvert des roches de Kryptonite et Hank les avaient conservés au cas où un jour Superman ou un autre de ses congénères se seraient retournés contre les humains.

### Épisode 2:Les Derniers Enfants de Krypton
- États-Unis /  Canada : 17 octobre 2016 sur The CW / Showcase
- Québec : 5 septembre 2017 sur MusiquePlus
- France :
  - 1er novembre 2017 sur Serieclub
  - 3 mars 2018 sur CStar

- États-Unis : 2,66 millions de téléspectateurs[18] (première diffusion)

- Tyler Hoechlin (Clark Kent / Superman)
- Calista Flockhart (Cat Grant)
- Brenda Strong (Lillian Luthor)
- Frederick Schmidt (John Corben / Metallo)
- Rich Ting (Docteur Gilchrist / Second Metallo)
- Ian Gomez (Snapper Carr)

### Épisode 3:Rencontre au sommet
- États-Unis /  Canada : 24 octobre 2016 sur The CW / Showcase
- Québec : 12 septembre 2017 sur MusiquePlus
- France :
  - 1er novembre 2017 sur Serieclub
  - 10 mars 2018 sur CStar

- États-Unis : 2,65 millions de téléspectateurs[19] (première diffusion)

- Lynda Carter (Présidente Olivia Marsdin)
- Sharon Leal (M'gann M'orzz)
- Katie McGrath (Lena Luthor)
- Ian Gomez (Snapper Carr)
- Kaylee Sapieha (Darla)

- Le personnage de Maggie Sawyer est déjà apparue dans Smallville sous les traits de l'actrice Jill Teed. Elle a été créée pour la bande dessinée Superman en 1987 par John Byrne.
- Le moment où Supergirl tourne sur elle-même comme Wonder Woman pour éteindre le feu est un hommage à Lynda Carter qui joue Wonder Woman dans la série du même nom.

### Épisode 4:Espoir déçu
- États-Unis /  Canada : 31 octobre 2016 sur The CW / Showcase
- Québec : 19 septembre 2017 sur MusiquePlus
- France :
  - 8 novembre 2017 sur Serieclub
  - 10 mars 2018 sur CStar

- États-Unis : 2,22 millions de téléspectateurs[20] (première diffusion)

- Dichen Lachman (Veronica Sinclair / Roulette)
- Laura Benanti (Alura Zor-El)
- Sharon Leal (M'gann M'orzz)
- Katie McGrath (Lena Luthor)
- Ian Gomez (Snapper Carr)
- John DeSantis (Draaga)

- La super vilaine Roulette apparaît pour la seconde fois dans une série après avoir été interprétée une première fois par l'actrice Steph Song dans la saison 9 de Smallville.
- Draaga est un guerrier extra-terrestre apparu pour la première fois en mai 1989 dans Action Comics Annual 1. Il a été créé par Jerry Ordway, George Perez et Roger Stern[21].

### Épisode 5:À armes inégales
- États-Unis /  Canada : 7 novembre 2016 sur The CW / Showcase
- Québec : 26 septembre 2017 sur MusiquePlus
- France :
  - 8 novembre 2017 sur Serieclub
  - 17 mars 2018 sur CStar

- États-Unis : 2,47 millions de téléspectateurs[22] (première diffusion)

- Brenda Strong (Lillian Luthor)
- Katie McGrath (Lena Luthor)
- Alexander Cendese (Chet Miner)
- Andrea Brooks (Eve Teschmacher)
- Peter Prinsloo (Harte)

### Épisode 6:Climat défavorable
- États-Unis /  Canada : 14 novembre 2016 sur The CW / Showcase
- Québec : 3 octobre 2017 sur MusiquePlus
- France :
  - 8 novembre 2017 sur Serieclub
  - 17 mars 2018 sur CStar

- États-Unis : 2,35 millions de téléspectateurs[23] (première diffusion)

- Brenda Strong (Lillian Luthor)
- Sharon Leal (M'gann M'orzz)
- William Mapother (Docteur Rudy Jones / Parasite)
- Nikohl Boosheri (Kelly Sotto)
- Jason Gray-Stanford (Rand O'Reilly)
- Michael Ryan (McTavish)

- Apparition de Parasite, un super vilain créé par Jim Shooter en 1966.

### Épisode 7:Au cœur de Cadmus
- États-Unis /  Canada : 21 novembre 2016 sur The CW / Showcase
- Québec : 10 octobre 2017 sur MusiquePlus
- France :
  - 15 novembre 2017 sur Serieclub
  - 24 mars 2018 sur CStar

- États-Unis : 2,61 millions de téléspectateurs[24] (première diffusion)

- Dean Cain (Jemeriah Danvers)
- Brenda Strong (Lillian Luthor)
- Sharon Leal (M'gann M'orzz)
- Victor Zinck Jr. (Phillip Karnowsky / Barrage)
- Ian Gomez (Snapper Carr)
- Michael A. Cheng (Morgan Collins)

- Apparition du super vilain Barrage créé par John Byrne en 1988[25].

### Épisode 8:L'Arme parfaite
- États-Unis /  Canada : 28 novembre 2016 sur The CW / Showcase
- Québec : 17 octobre 2017 sur MusiquePlus
- France :
  - 15 novembre 2017 sur Serieclub
  - 24 mars 2018 sur CStar

- États-Unis : 3,53 millions de téléspectateurs[26] (première diffusion)

- Grant Gustin (Barry Allen / Flash)
- Katie McGrath (Lena Luthor)
- Helen Slater (Eliza Danvers)
- Carlos Valdes (Cisco Ramon)
- Brenda Strong (Lillian Luthor)
- Robert Gant (Zor-El)
- Byron Briscoe (Le garde de la sécurité)
- Keisha Haines (La serveuse humaine)

- Première partie du crossover (les deux dernières minutes de l'épisode introduisent le crossover) avec Flash saison 3 et épisode 8, Arrow saison 5 et épisode 8 et Legends of Tomorrow saison 2 et épisode 7.

### Épisode 9:La Porte des étoiles
- États-Unis /  Canada : 23 janvier 2017 sur The CW / Showcase
- Québec : 24 octobre 2017 sur MusiquePlus
- France :
  - 15 novembre 2017 sur Serieclub
  - 31 mars 2018 sur CStar

- États-Unis : 2,65 millions de téléspectateurs[27] (première diffusion)

- Dichen Lachman (Roulette)
- Harley Quinn Smith (Izzy Williams)
- Ian Gomez (Snapper Carr)
- James Urbaniak (Le médecin Maaldorian)[28],[29]

- Le titre original de cet épisode est une référence au projet de film sur Superman de Tim Burton, scénarisé par Kevin Smith, dont le titre officiel est Superman Lives et qui ne fut jamais mené à terme.
- Le titre français ainsi que des éléments du scénario de l'épisode sont une référence à la franchise Stargate.

### Épisode 10:Ennemie jurée
- États-Unis /  Canada : 30 janvier 2017 sur The CW / Showcase
- Québec : 31 octobre 2017 sur MusiquePlus
- France :
  - 22 novembre 2017 sur Serieclub
  - 31 mars 2018 sur CStar

- États-Unis : 2,35 millions de téléspectateurs[30] (première diffusion)

- Brit Morgan (Leslie Willis / Livewire)
- Jessie Graff (Lisa Gold)
- Steve Valentine (Le scientifique fou)
- Sharon Leal (M'gann M'orzz)

### Épisode 11:L'Un d'entre nous…
- États-Unis /  Canada : 6 février 2017 sur The CW / Showcase
- Québec : 7 novembre 2017 sur MusiquePlus
- France :
  - 22 novembre 2017 sur Serieclub
  - 7 avril 2018 sur CStar

- États-Unis : 2,43 millions de téléspectateurs[31] (première diffusion)

- Sharon Leal (M'gann M'orzz)
- Terrell Tilford (Armek)
- Andrea Brooks (Eve Teschmacher)
- Briana Venskus (Agent Vasquez)
- Curtis Lum (Demos)
- Robert Zen Humpage (Fish Head)

### Épisode 12:L'ADN des Luthor
- États-Unis /  Canada : 13 février 2017 sur The CW / Showcase
- Québec : 14 novembre 2017 sur MusiquePlus
- France :
  - 22 novembre 2017 sur Serieclub
  - 7 avril 2018 sur CStar

- États-Unis : 2,52 millions de téléspectateurs[32](première diffusion)

- Peter Gadiot (Mr Mxyztplk)
- Brenda Strong (Lillian Luthor)
- Katie McGrath (Lena Luthor)
- Frederick Schmidt (John Corben / Metallo)
- Andrea Brooks (Eve Teschmacher)
- Ian Gomez (Snapper Carr)

### Épisode 13:Mariage forcé
- États-Unis /  Canada : 20 février 2017 sur The CW / Showcase
- Québec : 21 novembre 2017 sur MusiquePlus
- France :
  - 29 novembre 2017 sur Serieclub
  - 14 avril 2018 sur CStar

- États-Unis : 2,24 millions de téléspectateurs[33] (première diffusion)

- Peter Gadiot (Mr Mxyztplk)
- Tamzin Merchant (Lyra Strayd)

### Épisode 14:Libéré mais pas délivré
- États-Unis /  Canada : 27 février 2017 sur The CW / Showcase
- Québec : 28 novembre 2017 sur MusiquePlus
- France :
  - 29 novembre 2017 sur Serieclub
  - 14 avril 2018 sur CStar

- États-Unis : 2,17 millions de téléspectateurs[34] (première diffusion)

- Dean Cain (Jeremiah Danvers)
- Helen Slater (Eliza Danvers)
- Brenda Strong (Lillian Luthor)
- Tamzin Merchant (Lyra Strayd)
- Robert Zen Humpage (Fish Head)

### Épisode 15:Le Projet Exodus
- États-Unis /  Canada : 6 mars 2017 sur The CW / Showcase
- Québec : 5 décembre 2017 sur MusiquePlus
- France :
  - 6 décembre 2017 sur Serieclub
  - 21 avril 2018 sur CStar

- États-Unis : 2,16 millions de téléspectateurs[35] (première diffusion)

- Dean Cain (Jeremiah Danvers)
- Teri Hatcher (Rhea)
- Brenda Strong (Lillian Luthor)
- Katie McGrath (Lena Luthor)
- Tamzin Merchant (Lyra Strayd)
- Kevin Sorbo (Lar Gand)
- Ian Gomez (Snapper Carr)
- Garrett Bullock (Griggs)

### Épisode 16:Le Prince de Daxam
- États-Unis /  Canada : 20 mars 2017 sur The CW / Showcase
- France :
  - 6 décembre 2017 sur Serieclub
  - 21 avril 2018 sur CStar
- Québec : 12 décembre 2017 sur MusiquePlus

- États-Unis : 2,07 millions de téléspectateurs[36] (première diffusion)

- Teri Hatcher (Rhea)
- Kevin Sorbo (Lar Gand)
- Darren Criss (The Music Meister)

- Les trois dernières minutes de l'épisode sont utilisées pour un arc narratif musical qui se poursuit et se termine dans l'épisode Duet de la saison 3 de Flash diffusé le lendemain lors de la première diffusion américaine.
- Kara commente une série qu'elle regarde avec Mon-El en début d'épisode  en disant "L'hiver n'est toujours pas venu". C'est une référence à la saga Le Trône de fer, plus précisément à la devise de la Maison Stark "L'Hiver vient..."
- Rhea est joué par Teri Hatcher qui a aussi interprété le rôle de Lois Lane dans la série Loïs et Clark : Les Nouvelles Aventures de Superman.

### Épisode 17:Soleil lointain
- États-Unis /  Canada : 27 mars 2017 sur The CW / Showcase
- France :
  - 13 décembre 2017 sur Serieclub
  - 28 avril 2018 sur CStar
- Québec : 9 janvier 2018 sur MusiquePlus

- États-Unis : 2,21 millions de téléspectateurs[37] (première diffusion)

- Lynda Carter (Présidente Olivia Marsdin)
- Teri Hatcher (Rhea)
- Hayley Sales (Emily)
- Kevin Sorbo (Lar Gand)
- Michael Rogers (Hannibal)

### Épisode 18:Cobaye humain
- États-Unis /  Canada : 24 avril 2017 sur The CW / Showcase
- France :
  - 13 décembre 2017 sur Serieclub
  - 28 avril 2018 sur CStar
- Québec : 16 janvier 2018 sur MusiquePlus

- États-Unis : 1,80 million de téléspectateurs[38] (première diffusion)

- Katie McGrath (Lena Luthor)
- Tamzin Merchant (Lyra Strayd)
- Johnny Ghorbani (Derrick Simmons)
- Rahul Kohli (Jack Spheer)
- Claudia Doumit (Beth Breen)
- Ian Gomez (Snapper Carr)

### Épisode 19:Jalousie d'enfance
- États-Unis /  Canada : 1er mai 2017 sur The CW / Showcase
- France :
  - 20 décembre 2017 sur Serieclub
  - 5 mai 2018 sur CStar
- Québec : 23 janvier 2018 sur MusiquePlus

- États-Unis : 1,75 million de téléspectateurs[39] (première diffusion)

- Teri Hatcher (Rhea)
- David Hoflin (Rick Malverne)
- Gregg Henry (Peter Thompson)
- Curtis Lum (Demos)
- Katie McGrath (Lena Luthor)

- Cet épisode réalise la plus faible audience de la saison.

### Épisode 20:La Cité des enfants perdus
- États-Unis /  Canada : 8 mai 2017 sur The CW / Showcase
- France :
  - 20 décembre 2017 sur Serieclub
  - 5 mai 2018 sur CStar
- Québec : 30 janvier 2018 sur MusiquePlus

- États-Unis : 1,88 million de téléspectateurs[40] (première diffusion)

- Teri Hatcher (Rhea)
- Katie McGrath (Lena Luthor)
- Andrea Brooks (Eve Teschmacher)
- Lonnie Chavis (Marcus)
- Curtis Lum (Demos)

- Au DEO, Winn siffle l'air de la chanson Super Friend de l'épisode musical crossover entre Flash et Supergirl.

### Épisode 21:La Grande Invasion
- États-Unis /  Canada : 15 mai 2017 sur The CW / Showcase
- France :
  - 27 décembre 2017 sur Serieclub
  - 12 mai 2018 sur CStar
- Québec : 6 février 2018 sur MusiquePlus

- États-Unis : 1,93 million de téléspectateurs[41] (première diffusion)

- Calista Flockhart (Cat Grant)
- Lynda Carter (Présidente Olivia Marsdin)
- Teri Hatcher (Rhea)
- Brenda Strong (Lillian Luthor)
- Katie McGrath (Lena Luthor)
- Tyler Hoechlin (Superman)

### Épisode 22:Le Sens du devoir
- États-Unis /  Canada : 22 mai 2017 sur The CW / Showcase
- France :
  - 27 décembre 2017 sur Serieclub
  - 12 mai 2018 sur CStar
- Québec : 13 février 2018 sur MusiquePlus

- États-Unis : 2,13 millions de téléspectateurs[42] (première diffusion)

- Calista Flockhart (Cat Grant)
- Teri Hatcher (Rhea)
- Brenda Strong (Lillian Luthor)
- Tyler Hoechlin (Clark Kent / Superman)
- Mark Gibbon (Zod)
- Sharon Leal (M'gann M'orzz)
- Katie McGrath (Lena Luthor)
- Curtis Lum (Demos)